# Transports en commun de Lamballe
À Lamballe-Armor et ses environs dans le département des Côtes-d'Armor dans le Nord-Ouest de la France, les transports en commun sont réalisés par autobus et autocar sous le nom commercial de Distribus.

## Histoire
Le premier réseau des transports en commun de Lamballe fut mis en service en 2011. Deux ans plus tard, la fréquentation a augmenté de 45% avec 31 639 passagers transportés,, ce dernier continue à accroître dans les années suivantes, 38 412 voyageurs ont emprunté le réseau de bus communautaire durant l'année 2015, et jusqu'à 49 092 en 2020.
En janvier 2020, le réseau Distribus a été radicalement évolué, son service couvre dorénavant l'ensemble des communes dans l'agglomération, et son exploitation est confiée pour 7 ans à Transdev CAT 22 en co-traitance avec les Cars Le Vacon.

## Lignes du réseau

### Lignes Citatines
| Ligne | Caractéristiques | Caractéristiques                                                                                 | Caractéristiques                                                                                 | Caractéristiques                                                                                 | Caractéristiques                                                                                 | Caractéristiques                                                                                 | Caractéristiques                                                                                 | Caractéristiques                                                                                 | Caractéristiques                                                                                 |
| 1     | Lamballe — Gendarmerie ⥋ Lamballe — Deshaies / Lamballe – Ateliers Pifautais (certains services) | Lamballe — Gendarmerie ⥋ Lamballe — Deshaies / Lamballe – Ateliers Pifautais (certains services) | Lamballe — Gendarmerie ⥋ Lamballe — Deshaies / Lamballe – Ateliers Pifautais (certains services) | Lamballe — Gendarmerie ⥋ Lamballe — Deshaies / Lamballe – Ateliers Pifautais (certains services) | Lamballe — Gendarmerie ⥋ Lamballe — Deshaies / Lamballe – Ateliers Pifautais (certains services) | Lamballe — Gendarmerie ⥋ Lamballe — Deshaies / Lamballe – Ateliers Pifautais (certains services) | Lamballe — Gendarmerie ⥋ Lamballe — Deshaies / Lamballe – Ateliers Pifautais (certains services) | Lamballe — Gendarmerie ⥋ Lamballe — Deshaies / Lamballe – Ateliers Pifautais (certains services) | Lamballe — Gendarmerie ⥋ Lamballe — Deshaies / Lamballe – Ateliers Pifautais (certains services) |
| ----- | --- | ------------------------------------------------------------------------------------------------ | ------------------------------------------------------------------------------------------------ | ------------------------------------------------------------------------------------------------ | ------------------------------------------------------------------------------------------------ | ------------------------------------------------------------------------------------------------ | ------------------------------------------------------------------------------------------------ | ------------------------------------------------------------------------------------------------ | ------------------------------------------------------------------------------------------------ |
| 1     | Ouverture / Fermeture — / — | Longueur —                                                                                       | Durée 22 à 26 min                                                                                | Nb. d’arrêts 16 ou 18                                                                            | Matériel Minibus                                                                                 | Jours de fonctionnement L, Ma, Me, J, V, S                                                       | Jour / Soir / Nuit / Fêtes O / N / N / N                                                         | Voy. / an —                                                                                      | Exploitant Transdev CAT 22                                                                       |
| 1     | Desserte : - Stations : Gendarmerie, Olympiade, Lycée H. Avril, Plan d'Eau, Maréchal Foch, Bouin, La Poste, Général Leclerc, Place du Marché, Haras, Jeu de Paume, Béloir, Lavergne, Plessix, Armor, Deshaies, Penthièvre, Ville ès Lan, Ateliers Pifaudais - Gares desservies : Lamballe |                                                                                                  |                                                                                                  |                                                                                                  |                                                                                                  |                                                                                                  |                                                                                                  |                                                                                                  |                                                                                                  |
| 1     | Autre : - Arrêts non accessibles aux UFR : non communiqué - Particularités : - La station Bouin est uniquement desservie en direction de Deshaies / Ateliers Pifaudais. - Les stations Général Leclerc et La Poste sont uniquement desservies en direction de Gendarmerie. - Les stations Penthièvre, Ville ès Lan et Ateliers Pifautais sont uniquement desservies par des services supplémentaires. - Date de dernière mise à jour : 20 janvier 2022. |                                                                                                  |                                                                                                  |                                                                                                  |                                                                                                  |                                                                                                  |                                                                                                  |                                                                                                  |                                                                                                  |
| 1     | Dernière actualisation : — |                                                                                                  |                                                                                                  |                                                                                                  |                                                                                                  |                                                                                                  |                                                                                                  |                                                                                                  |                                                                                                  |
| 2     | Lamballe — Rond-Point de Lanjouin ⥋ Lamballe — Gare SNCF | Lamballe — Rond-Point de Lanjouin ⥋ Lamballe — Gare SNCF                                         | Lamballe — Rond-Point de Lanjouin ⥋ Lamballe — Gare SNCF                                         | Lamballe — Rond-Point de Lanjouin ⥋ Lamballe — Gare SNCF                                         | Lamballe — Rond-Point de Lanjouin ⥋ Lamballe — Gare SNCF                                         | Lamballe — Rond-Point de Lanjouin ⥋ Lamballe — Gare SNCF                                         | Lamballe — Rond-Point de Lanjouin ⥋ Lamballe — Gare SNCF                                         | Lamballe — Rond-Point de Lanjouin ⥋ Lamballe — Gare SNCF                                         | Lamballe — Rond-Point de Lanjouin ⥋ Lamballe — Gare SNCF                                         |
| 2     | Ouverture / Fermeture — / — | Longueur —                                                                                       | Durée 26 à 29 min                                                                                | Nb. d’arrêts 18                                                                                  | Matériel Minibus                                                                                 | Jours de fonctionnement L, Ma, Me, J, V, S                                                       | Jour / Soir / Nuit / Fêtes O / N / N / N                                                         | Voy. / an —                                                                                      | Exploitant Transdev CAT 22                                                                       |
| 2     | Desserte : - Stations: - Direction Gare SNCF: Rond-point de Lanjouin, Lanjouin, Guérine, Ville Merrien, Général de Gaulle, Haras, Place du Marché, Général Leclerc, La Poste, Gare SNCF, Stade Hingant, Clémenceau, Les Grands Jardins, Beaulieu, Pot du Chat, Lycée Saint-Josephe, Mouëxigné, Gare SNCF - Direction Rond-Point de Lanjouin: Gare SNCF, Stade Hingant, Clémenceau, Les Grands Jardins, Beaulieu, Pot du Chat, Lycée Saint-Josephe, Mouëxigné, Gare SNCF, Bouin, Place du Marché, Haras, Général de Gaulle, Ville Merrien, Guérine, Lanjouin, Rond-point de Lanjouin - Gares desservies : Lamballe |                                                                                                  |                                                                                                  |                                                                                                  |                                                                                                  |                                                                                                  |                                                                                                  |                                                                                                  |                                                                                                  |
| 2     | Autre : - Arrêts non accessibles aux UFR : non communiqué - Particularités : une station dénommée Cimetière qui se trouve dans la rue Saint-Sauveur est desservie par certains services. - Date de dernière mise à jour : 20 janvier 2022. |                                                                                                  |                                                                                                  |                                                                                                  |                                                                                                  |                                                                                                  |                                                                                                  |                                                                                                  |                                                                                                  |
| 2     | Dernière actualisation : — |                                                                                                  |                                                                                                  |                                                                                                  |                                                                                                  |                                                                                                  |                                                                                                  |                                                                                                  |                                                                                                  |

### Ligne Terre et Mer
| Ligne | Caractéristiques | Caractéristiques                                           | Caractéristiques                                           | Caractéristiques                                           | Caractéristiques                                           | Caractéristiques                                           | Caractéristiques                                           | Caractéristiques                                           | Caractéristiques                                           |
| 3     | Lamballe — Gare SNCF ⥋ Pléneuf-Val-André — Dahouët Le Port | Lamballe — Gare SNCF ⥋ Pléneuf-Val-André — Dahouët Le Port | Lamballe — Gare SNCF ⥋ Pléneuf-Val-André — Dahouët Le Port | Lamballe — Gare SNCF ⥋ Pléneuf-Val-André — Dahouët Le Port | Lamballe — Gare SNCF ⥋ Pléneuf-Val-André — Dahouët Le Port | Lamballe — Gare SNCF ⥋ Pléneuf-Val-André — Dahouët Le Port | Lamballe — Gare SNCF ⥋ Pléneuf-Val-André — Dahouët Le Port | Lamballe — Gare SNCF ⥋ Pléneuf-Val-André — Dahouët Le Port | Lamballe — Gare SNCF ⥋ Pléneuf-Val-André — Dahouët Le Port |
| ----- | --- | ---------------------------------------------------------- | ---------------------------------------------------------- | ---------------------------------------------------------- | ---------------------------------------------------------- | ---------------------------------------------------------- | ---------------------------------------------------------- | ---------------------------------------------------------- | ---------------------------------------------------------- |
| 3     | Ouverture / Fermeture — / — | Longueur —                                                 | Durée 42 min                                               | Nb. d’arrêts 12                                            | Matériel Autocars                                          | Jours de fonctionnement L, Ma, Me, J, V, S, D              | Jour / Soir / Nuit / Fêtes O / N / N / N                   | Voy. / an —                                                | Exploitant Transdev CAT 22                                 |
| 3     | Desserte : - Stations : Lamballe-Armor (Gare SNCF, Gare routière, La Vollée), Saint-Alban (Le Poirier, Centre), Pléneuf-Val-André (Église, Lourmel, Résidence Seniors, La Boulaie, Val-André Clémenceau, Dahouët Le Minihy, Dahouët Le Port) - Gares desservies : Lamballe    |                                                            |                                                            |                                                            |                                                            |                                                            |                                                            |                                                            |                                                            |
| 3     | Autre : - Arrêts non accessibles aux UFR : non communiqué - Particularités : - Les stations Résidence Seniors et La Boulaie ne sont pas desservies en été - Des services spéciaux sont proposés pendant la période scolaire - Date de dernière mise à jour : 20 janvier 2022. |                                                            |                                                            |                                                            |                                                            |                                                            |                                                            |                                                            |                                                            |
| 3     | Dernière actualisation : — |                                                            |                                                            |                                                            |                                                            |                                                            |                                                            |                                                            |                                                            |
| 4     | Lamballe — Car SNCF ⥋ Erquy — Église | Lamballe — Car SNCF ⥋ Erquy — Église                       | Lamballe — Car SNCF ⥋ Erquy — Église                       | Lamballe — Car SNCF ⥋ Erquy — Église                       | Lamballe — Car SNCF ⥋ Erquy — Église                       | Lamballe — Car SNCF ⥋ Erquy — Église                       | Lamballe — Car SNCF ⥋ Erquy — Église                       | Lamballe — Car SNCF ⥋ Erquy — Église                       | Lamballe — Car SNCF ⥋ Erquy — Église                       |
| 4     | Ouverture / Fermeture — / — | Longueur —                                                 | Durée 44 min                                               | Nb. d’arrêts 9                                             | Matériel Standards                                         | Jours de fonctionnement L, Ma, Me, J, V, S, D              | Jour / Soir / Nuit / Fêtes O / N / N / N                   | Voy. / an —                                                | Exploitant Transdev CAT 22                                 |
| 4     | Desserte : - Stations: Lamballe (Gare SNCF, Gare routière, Rond-point de Lanjouin, Saint-Aaron Centre), La Bouillie (Mairie), Erquy(Les Jeannettes, Les Hôpitaux, La Croix du Val, Église) - Gares desservies : Lamballe                                                      |                                                            |                                                            |                                                            |                                                            |                                                            |                                                            |                                                            |                                                            |
| 4     | Autre : - Arrêts non accessibles aux UFR : non communiqué - Date de dernière mise à jour : 20 janvier 2022. |                                                            |                                                            |                                                            |                                                            |                                                            |                                                            |                                                            |                                                            |
| 4     | Dernière actualisation : — |                                                            |                                                            |                                                            |                                                            |                                                            |                                                            |                                                            |                                                            |

### Lignes estivales
| Ligne | Caractéristiques | Caractéristiques                                                        | Caractéristiques                                                        | Caractéristiques                                                        | Caractéristiques                                                        | Caractéristiques                                                        | Caractéristiques                                                        | Caractéristiques                                                        | Caractéristiques                                                        |
| 5     | Pléneuf-Val-André — Église / Lourmel ⥋ Lamballe — Saint-Jacques | Pléneuf-Val-André — Église / Lourmel ⥋ Lamballe — Saint-Jacques         | Pléneuf-Val-André — Église / Lourmel ⥋ Lamballe — Saint-Jacques         | Pléneuf-Val-André — Église / Lourmel ⥋ Lamballe — Saint-Jacques         | Pléneuf-Val-André — Église / Lourmel ⥋ Lamballe — Saint-Jacques         | Pléneuf-Val-André — Église / Lourmel ⥋ Lamballe — Saint-Jacques         | Pléneuf-Val-André — Église / Lourmel ⥋ Lamballe — Saint-Jacques         | Pléneuf-Val-André — Église / Lourmel ⥋ Lamballe — Saint-Jacques         | Pléneuf-Val-André — Église / Lourmel ⥋ Lamballe — Saint-Jacques         |
| ----- | --- | ----------------------------------------------------------------------- | ----------------------------------------------------------------------- | ----------------------------------------------------------------------- | ----------------------------------------------------------------------- | ----------------------------------------------------------------------- | ----------------------------------------------------------------------- | ----------------------------------------------------------------------- | ----------------------------------------------------------------------- |
| 5     | Ouverture / Fermeture — / — | Longueur —                                                              | Durée 27 min                                                            | Nb. d’arrêts 13                                                         | Matériel Minibus                                                        | Jours de fonctionnement L, Ma, Me, J, V, S, D                           | Jour / Soir / Nuit / Fêtes O / N / N / N                                | Voy. / an —                                                             | Exploitant Transdev CAT 22                                              |
| 5     | Desserte : - Pléneuf-Val-André (Église / Lourmel, Mille-Club-Kennedy, Maison de la Santé,Plage des Vallées, La Boulaie, Piscine Les Monts Colleux, Parking La Moinerie, Rue Charner, Salle du Guémadeuc, Dahouët Le Minihy, Dahouët Le Port) - Gares desservies : aucune                                                                                  |                                                                         |                                                                         |                                                                         |                                                                         |                                                                         |                                                                         |                                                                         |                                                                         |
| 5     | Autre : - Arrêts non accessibles aux UFR : non communiqué - Particularités : La ligne circule tous les jours du début juin jusqu'à la fin septembre - Date de dernière mise à jour : 20 janvier 2022. |                                                                         |                                                                         |                                                                         |                                                                         |                                                                         |                                                                         |                                                                         |                                                                         |
| 5     | Dernière actualisation : — |                                                                         |                                                                         |                                                                         |                                                                         |                                                                         |                                                                         |                                                                         |                                                                         |
| 6     | Erquy — Les Jeannette Centre Commercial ⥋ Plurien — Camping Les Salines | Erquy — Les Jeannette Centre Commercial ⥋ Plurien — Camping Les Salines | Erquy — Les Jeannette Centre Commercial ⥋ Plurien — Camping Les Salines | Erquy — Les Jeannette Centre Commercial ⥋ Plurien — Camping Les Salines | Erquy — Les Jeannette Centre Commercial ⥋ Plurien — Camping Les Salines | Erquy — Les Jeannette Centre Commercial ⥋ Plurien — Camping Les Salines | Erquy — Les Jeannette Centre Commercial ⥋ Plurien — Camping Les Salines | Erquy — Les Jeannette Centre Commercial ⥋ Plurien — Camping Les Salines | Erquy — Les Jeannette Centre Commercial ⥋ Plurien — Camping Les Salines |
| 6     | Ouverture / Fermeture — / — | Longueur —                                                              | Durée 43 à 44 min                                                       | Nb. d’arrêts 15                                                         | Matériel Minibus                                                        | Jours de fonctionnement L, Ma, Me, J, V, S, D                           | Jour / Soir / Nuit / Fêtes O / N / N / N                                | Voy. / an —                                                             | Exploitant Transdev CAT 22                                              |
| 6     | Desserte : - Erquy (Les Jeannettes Centre Commercial, Les Hôpitaux, Camping Les Hautes Grées, Camping Saint-Michel, Camping des Pins, Camping Le Guen, Parking des Caps, Tu-ès-Roc, La Vieille Échaussée, Boulevard de la Mer, Église, Chapelle des Marins Boulodrome, Les Jeannettes), Plurien (Centre, Camping Les Salines) - Gares desservies : aucune |                                                                         |                                                                         |                                                                         |                                                                         |                                                                         |                                                                         |                                                                         |                                                                         |
| 6     | Autre : - Arrêts non accessibles aux UFR : non communiqué - Particularités : La ligne circule tous les jours du début juillet jusqu'à la fin août, et le samedi, dimanche et jour férié en mois de juin et de septembre - Date de dernière mise à jour : 20 janvier 2022.                                                                                 |                                                                         |                                                                         |                                                                         |                                                                         |                                                                         |                                                                         |                                                                         |                                                                         |
| 6     | Dernière actualisation : — |                                                                         |                                                                         |                                                                         |                                                                         |                                                                         |                                                                         |                                                                         |                                                                         |
| 7     | Pléneuf-Val-André — Lourmel ⥋ Erquy — Église | Pléneuf-Val-André — Lourmel ⥋ Erquy — Église                            | Pléneuf-Val-André — Lourmel ⥋ Erquy — Église                            | Pléneuf-Val-André — Lourmel ⥋ Erquy — Église                            | Pléneuf-Val-André — Lourmel ⥋ Erquy — Église                            | Pléneuf-Val-André — Lourmel ⥋ Erquy — Église                            | Pléneuf-Val-André — Lourmel ⥋ Erquy — Église                            | Pléneuf-Val-André — Lourmel ⥋ Erquy — Église                            | Pléneuf-Val-André — Lourmel ⥋ Erquy — Église                            |
| 7     | Ouverture / Fermeture — / — | Longueur —                                                              | Durée 30 min                                                            | Nb. d’arrêts 6                                                          | Matériel Minibus                                                        | Jours de fonctionnement L, Ma, Me, J, V, S, D                           | Jour / Soir / Nuit / Fêtes O / N / N / N                                | Voy. / an —                                                             | Exploitant Transdev CAT 22                                              |
| 7     | Desserte : - Pléneuf-Val-André (Lourmel, Les Marettes), Erquy (Camping de la plage de Saint-Pabu, Caroual Village, Caroual Plage, Église) - Gares desservies : aucune |                                                                         |                                                                         |                                                                         |                                                                         |                                                                         |                                                                         |                                                                         |                                                                         |
| 7     | Autre : - Arrêts non accessibles aux UFR : non communiqué - Particularités : La ligne circule tous les jours du début juin jusqu'à la fin septembre - Date de dernière mise à jour : 20 janvier 2022. |                                                                         |                                                                         |                                                                         |                                                                         |                                                                         |                                                                         |                                                                         |                                                                         |
| 7     | Dernière actualisation : — |                                                                         |                                                                         |                                                                         |                                                                         |                                                                         |                                                                         |                                                                         |                                                                         |

### Transport à la demande
Le réseau Distribus contient sept lignes de TAD sous le nom de Chrono'.

## Parc de véhicules
En novembre 2024, le parc d'autobus du réseau Distribus est composé de 19 véhicules dont 4 bus standards, 12 minibus et 3 autocars. Au sein de cette flotte, les autres véhicules sont équipés de moteurs Diesel.

### Bus standards
| Constructeur | Modèle           | Nombre | Numéros de parc   | Période de mise en service | Affectation | Observation |
| ------------ | ---------------- | ------ | ----------------- | -------------------------- | ----------- | ----------- |
| Iveco Bus    | Crossway LE Line | 4      | 37252 + 3 inconnu | Décembre 2019              | 4           | –           |

### Minibus
| Constructeur  | Modèle           | Nombre | Numéros de parc | Période de mise en service | Affectation   | Observation |
| ------------- | ---------------- | ------ | --------------- | -------------------------- | ------------- | ----------- |
| Mercedes-Benz | Sprinter City 35 | 5      | 73171-73175     | Mai 2017                   | 1, 2, 5, 6, 7 | –           |
| Mercedes-Benz | Sprinter City 65 | 3      | 73176-73178     | Juillet 2020               | 1, 2, 5, 6, 7 | –           |
| Renault       | Master III TPMR  | 4      | + 4 inconnu     | Décembre 2019              | Chrono'       | –           |

### Autocars
| Constructeur | Modèle       | Nombre | Numéros de parc | Période de mise en service         | Affectation | Observation |
| ------------ | ------------ | ------ | --------------- | ---------------------------------- | ----------- | ----------- |
| Iveco Bus    | Crossway Pop | 3      | + 3 inconnu     | Entre janvier 2015 et janvier 2020 | 3           | –           |

### Dépôts
- Le dépôt de Transdev CAT 22 est situé dans la principauté, au 7 Rue Max le Bail, 22000 Saint-Brieuc

## Tarification
Le tarif est différencié selon le type de ligne de bus, des abonnements mensuels et combinés du TER sont sous offerts.